# Пігрет
Пігрет (дав.-гр. Πίγρης; кінець VI століття до н. е. — початок V ст. до н. е.) — давньогрецький поет карійського походження.

## Життєпис
Походив з династії Адусідів. Син Лігдама, царя Карії та Галікарнасу. Здобув гарну освіту. На відміну від старшого брата Мавсола та сестри Артемісії відмовився від участі у політичних справах. Більше захоплювався літературою. Про його життя відомо замало.

## Творчість
Вважається автором сатиричної пародії на героїчний епос — Батрахоміомахії. Тут майже вперше проявився такий засіб побудови твору як навмисне протиріччя між формою та змістом. Піргет вперше використав ямбічний тример, також часто чергуються ямб та гекзаметр.